# Inderapura Barat
Inderapura Barat is een bestuurslaag in het regentschap Zuid-Pesisir van de provincie West-Sumatra, Indonesië. Inderapura Barat telt 4631 inwoners (volkstelling 2010).